# Stoczanka
Stoczanka – niewielki ciek wodny (strumień) w Łodzi wypływający ze Stoków (osiedle w Łodzi). Jest jedną z 20 rzek w Łodzi, a zarazem najkrótszym dopływem Łódki. Jej długość wynosi ok. 2,75 km.
Stoczanka wypływa z niewielkiego kanału burzowego o średnicy 1 metra. Dalej płynie na zachód w kierunku torów kolejowych, gdzie płynie w przepuście. Następnie płynie kilkanaście metrów w sztucznym korycie i wpada do podziemnego kanału. Stoczanka przepływa w kanale ok. 2,5 km. Płynie między innymi wzdłuż ulicy Telefonicznej, przecina ulicę Sporną i przepływa przez ogródki działkowe, po czym wychodzi na powierzchnię i po przepłynięciu kilku metrów wpada do Łódki.